# لنگنبوشتل
لنگنبوشتل (به آلمانی: Lengenbostel) یک شهر در آلمان است که در Sittensen واقع شده‌است.
 لنگنبوشتل  ۴۷۸ نفر جمعیت دارد.